# Park Sung-hoon (acteur)
Dans ce nom coréen, le nom de famille, Park, précède le nom personnel.
Pour les articles homonymes, voir Park.
Park Sung-hoon (hangeul : 박성훈 ; hanja : 朴成焄 ; RR : Bak Seonghun ; MR : Pak Sŏnghun) est un acteur sud-coréen, né le 18 février 1985 à Gwacheon (Gyeonggi).

## Biographie
Il incarne le joueur no 120, une femme trans, ex-officier de l'armée, à la recherche d'argent pour financer ses opérations chirurgicales, dans la deuxième saison de Squid Game[réf. nécessaire].

## Filmographie partielle

### Longs métrages
- 2008 : King Protector (쌍화점) de Yoo Ha : un des hommes du Roi (premier film)
- 2009 : Woochi, le magicien des temps modernes (전우치) de Choi Dong-hoon : Jeon Woo-chi, 0-personne
- 2018 : Gonjiam: Haunted Asylum (곤지암) de Jeong Beom-sik : Seong-hoon
- 2018 : High Society (상류사회) de Hyuk Byun : Jason
- 2019 : Forbidden Dream (천문: 하늘에 묻는다) de Hur Jin-ho : le prince héritier, Yi Hyang
- 2022 : Decibel (데시벨) de Hwang In-ho : Lee, directeur exécutif

### Séries télévisées
- 2012 : Bachelor's Vegetable Store (총각네 야채가게) : un ami de Lee Seul-woo (première série)
- 2012 : Big (빅) : Chung-sik
- 2016 : Don't Dare to Dream (질투의 화신) : Cha, le secrétaire
- 2016 : Dramaworld (caméo)
- 2022-2023 : The Glory (더 글로리) : Jeon Jae-joon
- 2024 : Ancestral (선산) : Yang Jae-seok (apparition exceptionnelle)
- 2024 : La Reine des larmes (눈물의 여왕) : Yoon Eun-seong
- 2024-2025 : Squid Game (오징어 게임) : no 120 /  Cho Hyun-ju  (Saison 2 et 3)

## Voix francophones
En version française,  Nicolas Duquenoy  le double dans la série The Glory  et Virginie Emane dans la série Squid Game